# Мамедов, Тахир Надир оглы
Тахир Надир оглы Мамедов (азерб. Tahir Nadir oğlu Məmmədov; род. 1977, Моллалар, Агдамский район) — глава исполнительной власти Шемахинского района.

## Биография
Родился в 1977 году в с. Моллалар Агдамского района. В 1988 году окончил Мингечевирский политехнический институт по специальности «экономист». В 2011 году окончил юридический факультет Бакинского государственного университета.
С 1999 года являлся редактором Мингечевирской телерадиокомпании. 
Работал в гуманитарной организации «Save the Children». Являлся ответственным за медиа азербайджанского филиала гуманитарной организации «Международный комитет спасения».
Являлся начальником производственного отдела ООО «АзБетонит».
Являлся помощником главного директора, директором департамента по связям с общественностью и мониторинга Общественного телевидения.
Являлся постоянным членом рабочей группы комиссии по развитию информационного общества Совета Европы.
Являлся представителем Азербайджана в Европейском вещательном союзе, членом и руководителем делегации Азербайджана на конкурсе Евровидение.
Менеджер по коммуникациям конкурса Евровидение-2012.
Являлся начальником отдела по работе с физическими и юридическими лицами Фонда Гейдара Алиева.
Являлся начальником отдела внутреннего контроля и аудита аппарата Министерства цифрового развития и транспорта Азербайджана (с 22 июля 2016).
Являлся советником министра цифрового развития и транспорта Азербайджана.
Председатель азербайджанского комитета программы ЮНЕСКО «Информация для каждого».
Глава исполнительной власти Шемахинского района (с 30 октября 2018).
Член партии «Новый Азербайджан».